# Vlora
Vlora (Valona; alb. Vlora, Vlorë; tal. Valona), grad na jugu Albanije i druga luka po veličini u Albaniji. Najveći je grad na jugu Albanije i najbliži talijanskoj obali. Nalazi se na strateški značajnom položaju (na Otrantskim vratima koja kontroliraju ulaz u Jadransko more), te je u povijesti bio značajan vojni centar. U gradu je proglašena nezavisnost Albanije.

## Povijest
Grad su u 6. st. pr. Kr. osnovali grčki kolonisti na ilirskoj obali i nazvali ga Aulon. Prvi ga spominje Ptolomej. Bio je značajan grad u rimskom i bizantskom razdoblju, kad je postao sjedište biskupije. U 11. i 12. st. su se oko grada vodile borbe između Bizanta i Normana.
Godine 1345. grad je zauzelo Srpsko Carstvo za cara Dušana i Srbi su osnovali posebnu kneževinu. Smještena na izvanrednoj poziciji pri ulazu u Jadran iz Sredozemlja, branjena moćnom utvrdom Kaninom, važna postaja na pomorskom putu za Levant, a tradicionalno poznato tržište žitarica i soli, Vlora je odavno privlačila dubrovačke trgovce. Gospodarima Vlore Dubrovačka Republika dariva sve veću pažnju već i kroz 14. stoljeće. Tako npr. 1368. Aleksandar, gospodin Kanine i Valone, izriče želju biti jedin od Dubrovčan, jedin brat od komuna dubrovačkoga, pa zajedno sa svojim plemstvom osigurava Dubrovčanima prijateljstvo. Živa je dubrovačka trgovina s Vlorom. Ponekad vrbuje Dubrovnik tamo i najamnike za svoje vojne potrebe. Jaka je dubrovačka trgovačka kolonija u Vlori. U Vlorskom zaljevu kartografi 15. stoljeća bilježe i lokalitet Porto raguseo. 1417. je grad zauzelo Osmansko Carstvo i stvorilo poseban sandžak. Grad je postao značajan centar sefardskih Židova koji su izbjegli iz Španjolske u Osmansko Carstvo. I nakon osmanlijskoga osvajanja Valone Dubrovčani u njoj živo posluju. Kada se 1443. – 1444. stvara velika koalicija za rat protiv Turske, i Dubrovnik se pridružuje. Nadajući se sigurnom uspjehu protuturskog ratnog pohoda, Dubrovnik se 27. lipnja 1444. obraća ugarsko-hrvatskom kralju Vladislavu. Izražavajući mu uvjerenje kako će postići istjerivanje Turaka iz Grčke traži da kralj Dubrovniku, iz milosti, "ustupi i daruje mjesto odnosno zemlju Valonu, položenu uz obalu mora, s njenim pripadnostima tj. s njenom utvrdom Kaninom". Međutim, ratni pohod protiv Turaka nije uspio, pa niti dubrovačko stjecanje Vlore. 1851. je grad pogodio potres.
Za vrijeme Prvoga balkanskog rata 1912. je Ismail Qemali u Vlori proglasio nezavisnost Albanije i Vlora je postala prvi albanski glavni grad. Grad je bio pod talijanskom okupacijom tokom 1. i 2. svj. rata. Tijekom 2. svj. rata Vlora je bila važna talijanska i njemačka podmornička baza koju su često bombardirali Saveznici. Tijekom komunističke je vlasti blizu grada osnovana jedina sovjetska vojna baza na Sredozemlju koja je nakon spora Albanije i Sovjetskoga Saveza 1961. prešla pod kinesku upravu (Albanija je nakon raspada veza sa Sovjetskim savezom sklopila čvrste veze s Kinom). Nakon pada komunizma dolazi do jakih nemira zbog siromaštva koji eskaliraju 1997. pobunom protiv vlasti.

## Zemljopis
Vlora je smještena na obali Otrantskih vrata, morskog prolaza između Jadranskog i Jonskog mora. Od svih albanskih gradova je najbliži talijanskoj obali. Grad se nalazi na zaljevu kojeg poluotok Karaburun štiti od vjetra i valova, te je posebno pogodan za razvoj luke. U blizini je otok Sazan na kojem su značajni vojni objekti. Klima je sredozemna.

## Gospodarstvo
Glavnina djelatnosti u gradu je vezana uz lučke poslove. Značajno je ribarstvo. U okolici grada postoje nalazišta nafte, prirodnog plina i bitumena. Okolica grada je također značajan poljoprivredni prostor, najvažniji je uzgoj maslina. Mnoge djelatnosti u gradu su vezane uz vojsku, posebno uz bazu na Sazanu. U novije vrijeme se razvija turizam.

## Znamenitosti
Najvažnija je zgrada u kojoj je proglašena nezavisnost Albanije. U gradu postoji nekoliko značajnih džamija (najpoznatija je džamija Muradija). Vlora je danas poznata po noćnom životu koji privlači turiste.

## Poznate osobe
- Fatos Arapi (1930.), albanski pjesnik